# Шмеман, Сергей Александрович
Сергей Александрович Шмеман (Серж Шмеман, фр. Serge Schmemann; род. 12 апреля 1945, Кламар) — американский писатель и журналист, редактор International Herald Tribune. Ранее — корреспондент Associated Press, директор бюро и редактор New York Times. Лауреат Пулитцеровской премии (1991) и премии «Эмми» (2003). Сын Александра Шмемана и правнук Николая Шмемана.

## Биография
Родился во Франции, в семье православного богослова Александра Шмемана (1921—1983) и Ульяны Осоргиной (1923—2017) — потомке православной святой Иулиании Лазаревской.
В 1951 году вместе с семьёй переехал в Нью-Йорк. В 1967 году окончил Гарвардский университет со степенью бакалавра по английскому языку. В 1971 году получил магистерскую степень по славистике в Колумбийском университете.
Впервые посетил родину своих предков в 1980 году, в качестве корреспондента Associated Press. Только 10 лет спустя, в 1990 году, советские власти позволили ему посетить свою родовую деревню в Калужской области. Его размышления над судьбой этой деревни послужили основой для мемуаров, опубликованных в 1997 году. Основал церковную библиотеку храма св. Екатерины в Москве. В 2000-е годы был председателем Отдела коммуникаций Православной церкви в Америке.
Будучи корреспондентом и редактором The New York Times, в 1991 году получил Пулитцеровскую премию за освещение темы объединения Германии. Впоследствии также написал книгу на эту тему. 12 сентября 2001 года газета New York Times опубликовала на первой странице статью Сергея Шмемана о террористических актах 11 сентября. В 2003 году стал лауреатом Новостной и документальной премии «Эмми» за сценарий к документальному фильму Discovery Channel Behind the Hatred: Mortal Enemies.

## Личная жизнь
Отец троих детей. Живёт в Париже.

## Книги
- Schmemann, Serge. When the Wall Came Down: The Berlin Wall and the Fall of Soviet Communism (англ.). — Kingfisher, 2007. — (New York Times Books). — ISBN 978-0-7534-6153-2.
- Schmemann, Serge. Echoes of a Native Land: Two Centuries of a Russian Village (англ.). — Vintage, 1999. — ISBN 978-0-679-75707-8.
- Шмеман С. Эхо родной земли: Двести лет одного русского села. Рудомино. 2005.